# Яковлева улица
Я́ковлева у́лица — одна из улиц Великого Новгорода. Находится на Софийской стороне, на территории исторического Неревского конца.
Начинается от берега Волхова и проходит до Большой Санкт-Петербургской параллельно Козьмодемьянской и Розваже. Движение одностороннее от Волхова. Протяжённость 670 м.
Яковлева улица впервые упоминается в Новгородской первой летописи под 1135 [6643] годом:
Того же лѣта и Рожьнѣтъ заложи церковь святого Николы на Яковли улицѣ.
Название получила по церкви Якова (апостола Иакова), которая была разобрана в 1846 году. В XVIII—XIX вв. участок от Б. Санкт-Петербургской до Тихвинской назывался Мининская улица, От Тихвинской до Волхова — Николаевская.
1 апреля 1946 года решением Новгорсовета вся современная Яковлева улица стала назваться Мининской, а в апреле 1967 года её переименовали в улицу Штыкова в честь Т. Ф. Штыкова. 12 сентября 1991 года возвращено название Яковлева улица.
Застроена жилыми и административными зданиями. На улице находятся: 
- Областная федерация профсоюзов
- Центр психолого-педагогической реабилитации и коррекции
- Роддом № 1 (бывшая земская больница)
- Клиника № 2 ГОБУЗ «Центральная городская клиническая больница»
- Здания бывшего завода «Богемия» (объект культурного наследия регионального значения XIX века)